# 中欧研究

中欧研究（Central European Studies）是一门跨学科的学术领域，主要关注中欧地区的历史、文化、政治、经济和社会发展。该领域涉及多个学科，包括历史学、政治学、经济学、社会学、人类学和文学研究等。

## 定义与范围
“中欧”的定义因研究角度不同而有所变化，一般包括德国、波兰、捷克、斯洛伐克、奥地利、匈牙利、瑞士、斯洛文尼亚和波罗的海国家——立陶宛、拉脱维亚和爱沙尼亚——等。有时，乌克兰西部、克罗地亚、罗马尼亚和塞尔维亚部分地区也被纳入中欧范围。

## 学科背景
中欧研究的学术起源可以追溯至19世纪民族国家形成时期以及两次世界大战后国际学术界对中欧问题的关注。20世纪冷战时期，中欧地区在东西方阵营之间的独特地位进一步推动了相关研究的发展。冷战结束后，随着欧盟东扩和区域合作的深化，该领域的研究热度持续上升。